# Valdemarsdag
Den 15. juni er det Valdemarsdag (indført 1912 ved Cirk.Nr.391 24/12 1912) for at mindes den dag i 1219, hvor Dannebrog ifølge myten faldt ned fra himlen i Estland, hvor den danske konge, Valdemar Sejr, kæmpede mod esterne i slaget ved Lyndanisse. I dag er byen kendt som Tallinn og betyder "Danskerbyen". Dagen bliver fejret af Danmarks-Samfundet, som sælger små dannebrogsmærker til at finansiere flaggaver, faner som uddeles til forskellige foreninger. Indtil 1948 var dagen skolefridag.
Det er samtidig mindedag for Genforeningen den 15. juni 1920, hvor den formelle overdragelse af det nordlige Sønderjylland (≈Nordslesvig) til Danmark fandt sted efter en folkeafstemning i to zoner i Slesvig. Den symbolske indlemmelse med Christian 10.s ridt over grænsen foregik den 10. juli 1920 .